# Troncoso Peres
Waldir Troncoso Peres (Vargem Grande do Sul, 30 de outubro de 1923 - São Paulo, 12 de abril de 2009) foi um advogado criminalista brasileiro, mais conhecido por sua atuação em casos de crimes passionais, como a defesa de Lindomar Castilho.

## Biografia
Formou-se em 1946 na Faculdade de Direito do Largo São Francisco, na capital paulista, tendo realizado seu primeiro júri na cidade de Casa Branca. Foi inscrito na Ordem dos Advogados do Brasil - Seção São Paulo, sob o registro nº 5755, subseção de São Paulo, inscrição datada de 26/05/1948.
Manteve seu escritório próximo à Faculdade em que se formou, especializando-se na defesa dos acusados em crimes passionais.
Quando de sua morte, o Presidente da OAB, Seção São Paulo, Luiz Flávio Borges d'Urso equiparou-o a grandes nomes do Direito penal brasileiro, como Evaristo de Moraes ou Manoel Pedro Pimentel.